# Roger Goodell
Roger Stokoe Goodell (ur. 19 lutego 1959 w Jamestown) – komisarz National Football League. Zastąpił na tym stanowisku Paula Tagliabue'a 8 sierpnia 2006 r.

## Kariera w NFL

### Początki
Goodell rozpoczął swoją karierę jako stażysta w 1982 r. w biurze NFL pod zarządem ówczesnego komisarza Pete'a Rozelle'a. Rok później dołączył do organizacji New York Jets, lecz już w 1984 r. wrócił do NFL jako asystent w wydziale public relations.
W 1987 r. został asystentem Lamara Hunta, który nadzorował działania American Football Conference. Nabierał potem doświadczenia na różnych stanowiskach związanych z futbolem i finansami, co zakończyło się awansem na dyrektora operacyjnego w grudniu 2001 r. Do jego obowiązków należało nadzorowanie kwestii finansowych, marketingowych oraz rozwojowych.

### Komisarz
Po odejściu Paula Tagliabue'a na emeryturę Goodell został jednym z kandydatów do roli komisarza NFL. Wymaganą większość głosów uzyskał w piątej rundzie głosowania, pokonując Gregga Levy'ego 23-8 (Oakland Raiders wstrzymali się od głosu). Stanowisko objął 1 września 2001 r.
Jako komisarz Goodell podejmuje działania, które w jego odczuciu zapewniają bezpieczeństwo zawodnikom oraz zwiększają integralność ligi, jednak spotykają się one z krytyką.

## Życie prywatne
Goodell poślubił byłą pracownicę Fox News Channel Jane Skinner w październiku 1997 r. Razem mają parę bliźniaczek urodzonych w 2001 r.